# Diego López de Pacheco, marquês de Vilhena

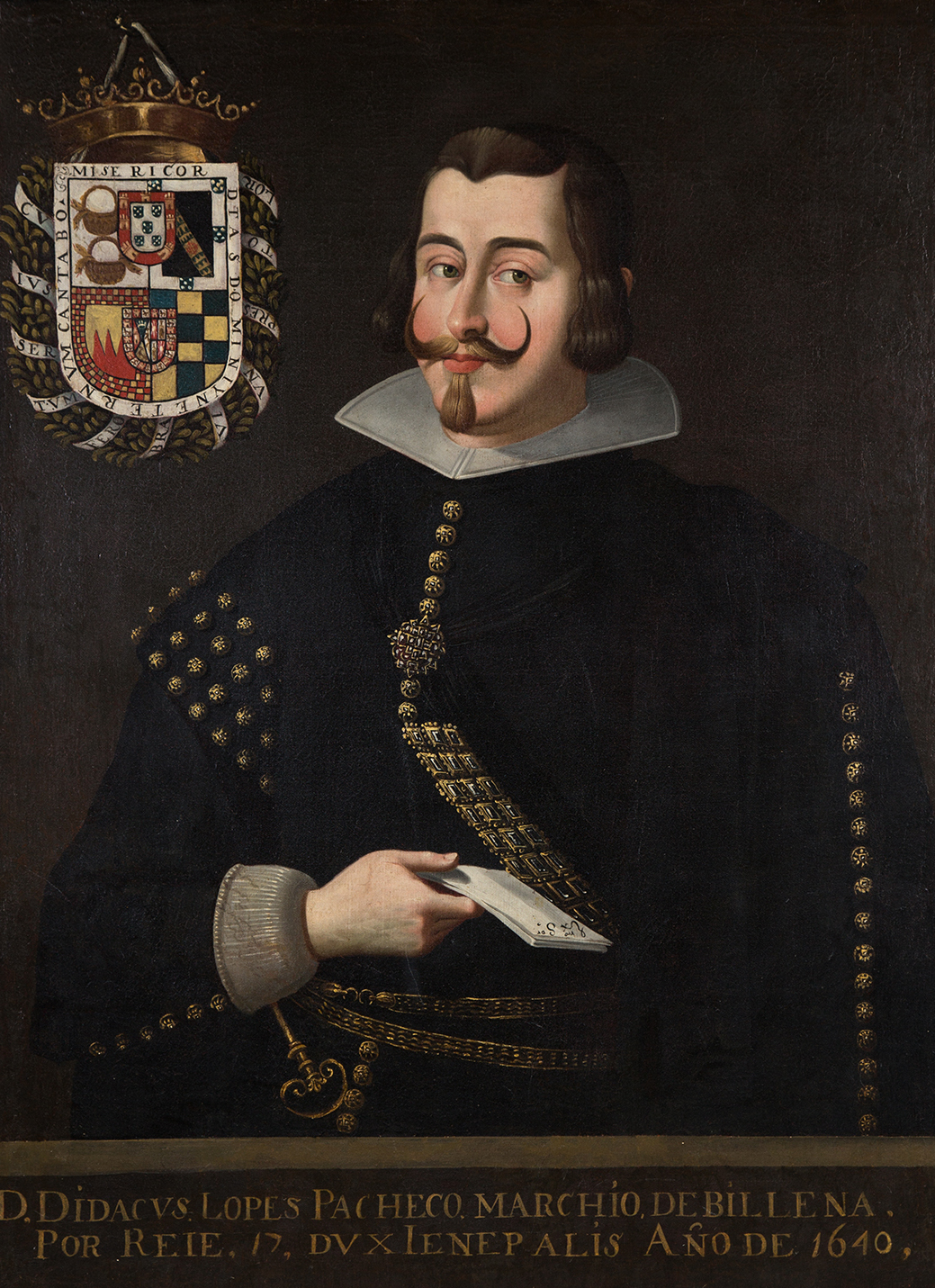
Diego López de Pacheco.

Diego López de Pacheco Cabrera y Bobadilla (Belmonte, Cuenca, 1599 — Pamplona, Navarra, 1653), foi um nobre espanhol. Foi Duque de Escalona, Marquês de Vilhena, Conde de Xiquena, e Grande de España de 1ª clase. Descendente de Dom Juan Pacheco, Primeiro Marquês de Vilhena e pai de Dom Juan Manuel Fernández Pacheco.
Décimo-sétimo Vice-rei da Nova Espanha, governou de 28 de agosto de 1640 a 10 de junho de 1642. Chegou ao México em companhia do bispo de Puebla Dom Juan de Palafox y Mendoza, a quem vinha também comissionado para abrir os juízos de residência contra o Marquês de Cadereyta, Lope Diaz de Armendariz, e do Marquês de Cerralvo, Rodrigo Pacheco Osorio.
O Duque de Bragança, que se coroou como João IV, Rei de Portugal, era seu primo. Esse movimento produziu notória inquietude na Península e se desconfiou da lealdade do vice-rei. Por sugestão do Conde-Duque de Olivares, e por instruções da Coroa, Juan de Palafox se trasladou ocultamente a Cidade do México, e reunidas as autoridades na noite de 19 de junho de 1642, fez arrestar a López de Pacheco e o conduz preso ao convento de Churubusco e depois a San Martín Texmelucan.